# Bathydrilus
Bathydrilus är ett släkte av ringmaskar som beskrevs av Cook 1970. Bathydrilus ingår i familjen glattmaskar.

## Dottertaxa tillBathydrilus, i alfabetisk ordning[1][2]
- Bathydrilus adriaticus
- Bathydrilus ampliductus
- Bathydrilus argentinus
- Bathydrilus asymmetricus
- Bathydrilus atlanticus
- Bathydrilus connexus
- Bathydrilus desbruyeresi
- Bathydrilus difficilis
- Bathydrilus edwardsi
- Bathydrilus egenus
- Bathydrilus exilis
- Bathydrilus formosus
- Bathydrilus fortis
- Bathydrilus graciliatriatus
- Bathydrilus hadalis
- Bathydrilus ingens
- Bathydrilus litoreus
- Bathydrilus longiatriatus
- Bathydrilus longus
- Bathydrilus macroprostatus
- Bathydrilus medius
- Bathydrilus meridianus
- Bathydrilus munitus
- Bathydrilus notabilis
- Bathydrilus paramunitus
- Bathydrilus parkeri
- Bathydrilus parvitheca
- Bathydrilus rarisetis
- Bathydrilus rohdei
- Bathydrilus rusticus
- Bathydrilus sandersi
- Bathydrilus superiovasatus
- Bathydrilus torosus
- Bathydrilus vetustus